# Hylemera vinacea
Hylemera vinacea là một loài bướm đêm trong họ Geometridae.